# Кизель, Владимир Александрович
Владимир Александрович Кизель (16 [29] сентября 1912, Москва — 20 марта 2006, Москва) — советский и российский физик, профессор МФТИ, альпинист. Заслуженный мастер спорта СССР (1957).

## Биография
Родился в Москве семье биохимика А. Р. Кизеля.
В 1927—1932 годах учился в МГУ, закончил его в первом выпуске из 34 человек официально созданного физического факультета. В это время познакомился с В. М. Абалаковым, получил у него первые уроки альпинизма. В 1933—1935 годах совершил ряд серьёзных советских первовосхождений.
В 1941 году стал мастером спорта СССР. В начале войны отказался от брони, воевал под Москвой, затем в составе группы инструкторов альпинизма был командирован в части, направленные в Иран. С воинскими подразделениями совершает восхождения в хребтах Эльбурса и Копет-Дага.
После ареста отца и матери, был арестован как «член семьи, не участвовавший в преступлении и не знавший о нём» и приговорён к 5 годам ссылки. На угольных шахтах Кузбасса (Осинники) работал подручным забойщика и лесодоставщиком; затем направление в совхоз «Таежный» Норильского комбината НКВД (вблизи Сухобузима у села Атаманово). В 1944 году как физик был переведён в проектный отдел Норильского комбината (Норильлаг), где занимался проектированием контрольно-измерительных установок. В 1948 году освобождён без права выезда; как мастер спорта тренировал лыжников; познакомился с геологом Н. Н. Урванцевым, футболистом А. П. Старостиным, художником Мангольдсом, пловцом Валерием Буре.
Чемпион СССР 1949 года по альпинизму.
В 1950 году выехал из Норильска в Узбекистан. Преподавал в Ташкентском государственном университете и Узбекском государственном университете. В 1955 году был реабилитирован и возвратился в Москву.
В 1956 году вошёл в состав объединённой команды московского ДСО «Спартак» и Казахского клуба альпинистов для восхождения на пик Победы (7439 м). Группу из 11 альпинистов, среди которых  был Урал Усенов, единственный выживший участник предыдущей попытки восхождения, возглавлял В. М. Абалаков; 30 августа в составе штурмовой группы во главе с Абалаковым совершил первовосхождение на пик Победы. В 1957 году получил звание заслуженного мастера спорта СССР по альпинизму.
Проводил исследования в области оптики; доктор физико-математических наук, профессор Московского физико-технического института. В 1992 году ему было присвоено почётное звание «Заслуженный деятель науки Российской Федерации».

## Сочинения
- Кизель В. А. Отражение света. — Москва : Наука, 1973. — 351 с. : черт.; 20 см. — (Физика и техника спектрального анализа. Б-ка инженера).
- Кизель В. А. Молекулярная оптика и кристаллооптика : (Избр. лекции) / М-во высш. и сред. спец. образования РСФСР. Моск. физ.-техн. ин-т. — Долгопрудный : [б. и.], 1974. — 22 см.
  - Ч. 1. — 1974. — 122 с. : ил.
  - Ч. 2. — 1975. — 281 с. : ил.
- Кизель В. А. Оптическая активность кристаллов. Гиротропия кристаллов : Учеб. пособие / М-во высш. и сред. спец. образования РСФСР. Моск. физ.-техн. ин-т. — Долгопрудный : [б. и.], 1977. — 106 с. : ил.; 21 см.
- Гиротропия кристаллов / В. А. Кизель, В. И. Бурков; АН СССР, МФТИ. — Москва : Наука, 1980. — 304 с. : ил.; 22 см. — (Современные физико-технические проблемы).
- Физические причины диссимметрии живых систем. — М.: Наука, 1985. — 120 с. — (Современные проблемы физики).
- Практическая молекулярная спектроскопия. — М.: Изд-во Моск. физ.-техн. ин-та, 1998. — 276 с. — ISBN 5-89155-028-8.
- Победивший судьбу. Виталий Абалаков и его команда. — М., 2002. — 144 с.
- Горы зовут. Записки альпиниста. — 2005.